# Phaulostylus grandidieri
Phaulostylus grandidieri là một loài nhện trong họ Salticidae.
Loài này thuộc chi Phaulostylus. Phaulostylus grandidieri được Eugène Simon miêu tả năm 1902.